# Elezioni europee del 2009 in Spagna
Le elezioni europee del 2009 in Spagna si sono tenute il 7 giugno.

## Risultati
| Liste          | Liste | Gruppo                | Voti       | %     | Seggi | Differenza | Differenza |
| Liste          | Liste | Gruppo                | Voti       | %     | Seggi | %          | Seggi      |
| -------------- | --- | --------------------- | ---------- | ----- | ----- | ---------- | ---------- |
|                | Partito Popolare (PP) | PPE                   | 6.670.377  | 42,12 | 23    | 1,51       | 1          |
|                | Partito Socialista Operaio Spagnolo (PSOE) | S&D                   | 6.141.784  | 38,78 | 21    | 4,13       | 4          |
|                | Coalizione per l'Europa (CpE) • Convergenza Democratica di Catalogna (CDC) • Partito Nazionalista Basco (PNV) • Altri (UDC - BNV - CC - UM - PA)                                                         | - ALDE -              | 808.246    | 5,10  | 2 1 - | 0,03 ·     | Stabile    |
|                | La Sinistra • Sinistra Unita (IU) • Iniziativa per la Catalogna Verdi (ICV) • Sinistra Unita e Alternativa (EUiA)                                                                                        | - GUE/NGL Verdi/ALE - | 588.248    | 3,71  | 2 1 - | 0,94 ·     | Stabile    |
|                | Unione Progresso e Democrazia (UPyD) | NI                    | 451.866    | 2,85  | 1     | nuovo      | nuovo      |
|                | Europa dei Popoli - Verdi (Edp-V) • Sinistra Repubblicana di Catalogna (ERC) • Blocco Nazionalista Galiziano (BNG) • Eusko Alkartasuna (EA) • Unione Aragonese (CHA) • Aralar • Altri (Verdi - ExM - PB) | - Verdi/ALE -         | 394.938    | 2,49  | 1 -   | 0,49 ·     | Stabile    |
|                | Iniziativa Internazionalista - La Solidarietà tra i Popoli | -                     | 178.121    | 1,12  | -     | nuovo      | nuovo      |
|                | I Verdi - Gruppo Verde Europeo | -                     | 89.147     | 0,56  | -     |            |            |
|                | Partito Animalista Contro il Maltrattamento degli Animali | -                     | 41.913     | 0,26  | -     |            |            |
|                | Per un Mondo più Giusto | -                     | 24.507     | 0,15  | -     |            |            |
|                | Libertas - Cittadini di Spagna (Cs - UPSa - PSD) | -                     | 22.903     | 0,14  | -     |            |            |
|                | Sinistra Anticapitalista - Rivolta Globale | -                     | 19.735     | 0,12  | -     |            |            |
|                | Alternativa Spagnola | -                     | 19.583     | 0,12  | -     |            |            |
|                | Partito Comunista dei Popoli di Spagna | -                     | 15.221     | 0,10  | -     |            |            |
|                | Partito Socialista d'Andalusia | -                     | 13.993     | 0,09  | -     |            |            |
|                | Partito Operaio Socialista Internazionalista | -                     | 12.344     | 0,08  | -     |            |            |
|                | Partito Famiglia e Vita | -                     | 10.456     | 0,07  | -     |            |            |
|                | Centro Democratico e Sociale | -                     | 10.144     | 0,06  | -     |            |            |
|                | Falange Española de las JONS | -                     | 10.031     | 0,06  | -     |            |            |
|                | Democrazia Nazionale | -                     | 9.950      | 0,06  | -     |            |            |
|                | Iniziativa Femminista | -                     | 9.721      | 0,06  | -     |            |            |
|                | Fronte Nazionale | -                     | 7.970      | 0,05  | -     |            |            |
|                | Partito Repubblicano Catalano | -                     | 7.547      | 0,05  | -     |            |            |
|                | Partito Umanista | -                     | 7.009      | 0,04  | -     |            |            |
|                | Unione Valenciana | -                     | 6.072      | 0,04  | -     |            |            |
|                | Movimento Sociale Repubblicano | -                     | 6.009      | 0,04  | -     |            |            |
|                | Altri <6.000 voti | -                     | 37.461     | 0,24  | -     |            |            |
| Totale         | Totale | Totale                | 15.615.296 |       | 50    |            |            |
| Voti in bianco | Voti in bianco | Voti in bianco        | 220.471    | 1,39  | -     |            |            |
| Totale         | Totale | Totale                | 15.835.767 | 100   |       |            |            |

- A seguito dell'entrata in vigore del Trattato di Lisbona, alla Spagna sono stati assegnati 4 seggi ulteriori, così ripartiti: 1 al Partito Popolare (Eva Ortiz Vilella, tot. 24 seggi); 2 al Partito Socialista Operaio Spagnolo (Dolores García-Hierro e Vicente Miguel Garcés Ramón, tot. 23 seggi); 1 a Coalizione per l'Europa/Unione Democratica di Catalogna (Salvador Sedó i Alabart, Gruppo PPE, tot. 3 seggi).